# Bónusz Brigád
A Bónusz Brigád néven ismert bonuszbrigad.hu a Skoopy Kft. tulajdonában lévő magyar weboldal. 2010-ben alapította Heller Gábor és Kaprinay Zoltán. A weboldal az amerikai Groupon cég továbbfejlesztett üzleti modelljét alkalmazza, a közösségi vásárlás egyik első magyar képviselője.

## Tevékenység
A weboldalon cégek kínálják termékeiket és szolgáltatásaikat a vásárlóknak, amiket azok jelentős kedvezményekkel (bónuszokkal) vásárolhatnak meg. Az oldalon vásárlókat a cég "brigádtagoknak" nevezi. Az oldalon így terméket vagy szolgáltatást kínáló cégek üzletfilozófiája az, hogy a bónuszos vásárlókból később visszatérő és teljes áron vásárló vevők lesznek. Az üzleti modell alapján mind a vásárló, mind a kereskedő, mind a közvetítő nyertesnek érezheti magát: a vásárló olcsóbban jut a szolgáltatáshoz vagy termékhez; a kereskedő több terméket és szolgáltatást tud értékesíteni, emellett a közvetítő hirdetési felületéhez olcsóbban jut hozzá, mint egy saját reklámkampány keretei között. A közvetítő pedig a megvásárolt bónuszok után jutalékban részesül. A közösségi vásárlás alapfilozófiája a legnépszerűbb közösségi oldalon való megjelenés útján történő közösségépítés. Ennek keretében a cég már egy évvel az indulás után, 2011-ben több, mint 300 000 követővel rendelkezett a Facebookon. Ebben az évben indította el vidéki terjeszkedését az addig nagyrészt csak a fővárosra épülő ajánlatai bővítésével.
A Bónusz Brigád 2011 novemberében alapító tagja lett a Slevomat Group nemzetközi közösségi vásárló hálózatnak. A Szövetség Az Elektronikus Kereskedelemért Egyesületen belül a cég javaslatára született meg a Közösségi Vásárlás tagozat.
2012 márciusában Brigád Boltot nyitottak, ami közösségi találkozóhelyként, ügyfélszolgálati pontként és egyben értékesítési helyként is működött. 2012 áprilisában elindult Piactér néven a magyar és nemzetközi viszonylatban is teljesen új modellben megvalósuló első közösségi vásárlótér, amelyen elsősorban mikro- és kisvállalkozások kínálhatnak kedvezményesen termékeket és szolgáltatásokat.

## CSR és díjak
A Bónusz Brigád alapításával párhuzamosan indította el Magyarországon közösségi adakozási programját, a  MAF Társadalmi Felelősségvállalás díjjal is elismert Segít a Brigád-ot. Ennek keretében minden hónapban egy-egy civil szervezet részesül pénzadományban a brigádtagok jóvoltából, amelyhez a Brigád minden hónapban 100 ezer forintot ad hozzá.
A Bónusz Brigád eddigi tevékenységét több díjjal is elismerték
- Az Év honlapja
- Magyar Adományozói Fórum Társadalmi Befektetések díj

A cég által nyújtott szolgáltatás 2012. márciusban megfelelt a Magyar Termék Kft. tanúsítási eljárásán, így a Bónusz Brigád szolgáltatáscsaládja viselheti a Magyar Szolgáltatás védjegyet.

## Egyezséggel végződött csődeljárás
2020. április 22-én csődvédelmet kért.  2020. szeptember 9-én a cég közleményben jelentette be, hogy sikerült csődegyezséget kötnie a hitelezőivel.

## Piaci adatok
2012 első öt hónapja alapján a közösségi vásárlással foglalkozó cégek között a legnagyobb árbevételt a Bónusz Brigád érte el, több mint 927 millió forintot érő eladott bónusszal, így területén piacvezető.